# Amalia Eriksson
Amalia Erikson (ur. 18 listopada 1824 w Jönköping, zm. 25 stycznia 1923 w Gränna)  – szwedzka piekarka i cukierniczka, autorka przepisu na popularne w Szwecji cukierki polkagris.

## Życiorys
Była czwartym z szóstki dzieci Jonasa Lundströma i Katariny Hagen Andersdotte. 10 letnia Amelia została sierotą po śmierci rodziców i rodzeństwa podczas epidemii cholery. Pracowała jako służąca w Jönköping. Gdy jej pracodawcy przenieśli się do Gränna, zamieszkała wraz z nimi w tej miejscowości. Tu poznała swojego męża Andersa Erikssona i w 1857 roku wyszła za mąż. Rok po ślubie urodziła bliźniaki, ale przeżyła tylko córka Ida. Gdy tydzień później zmarł mąż, musiała znaleźć źródło utrzymania. Utrzymywała się zw sprzedaży cukierków, które produkowała w domu. Po uzyskaniu pozwolenia na prowadzenie własnej piekarni w 1859 roku, opracowała recepturę produkcji polkagris. Cukierki były bardzo popularne. W 1915 jej zakład odwiedził Gustaw VI Adolf i jego żona Małgorzata. Zmarła w wieku 99 lat. Po niej zakład prowadziła córka Ida.

## Upamiętnienie
W 1997 roku w Södra Park w Gränna wzniesiono pomnik upamiętniający Amalię, którego autorem była Lena Lervik.
W 190 rocznicę urodzin, 18 listopada 2014 zostało opracowane okolicznościowe Doodle.